# 游景威
游景威（英語：King-Wai Yau，1948年10月27日—）是美国华人科学家，约翰·霍普金斯大学医学院神经科学教授，美国国家科学院院士、中央研究院院士。

## 生平
出生于中国广州，早年留学香港。1971年普林斯顿大学物理系毕业。1975年取得哈佛大学神经生理学博士学位。1986年至今在约翰·霍普金斯大学医学院任职。2022年當選中央研究院生命科學組院士，成為少數不具有中華民國國籍的院士也因此引發爭議，使中研院於2023年起要求院士候選人需增加填寫國籍以確保符合《中央研究院組織法》第4條的院士條件。